# Fish Hoek

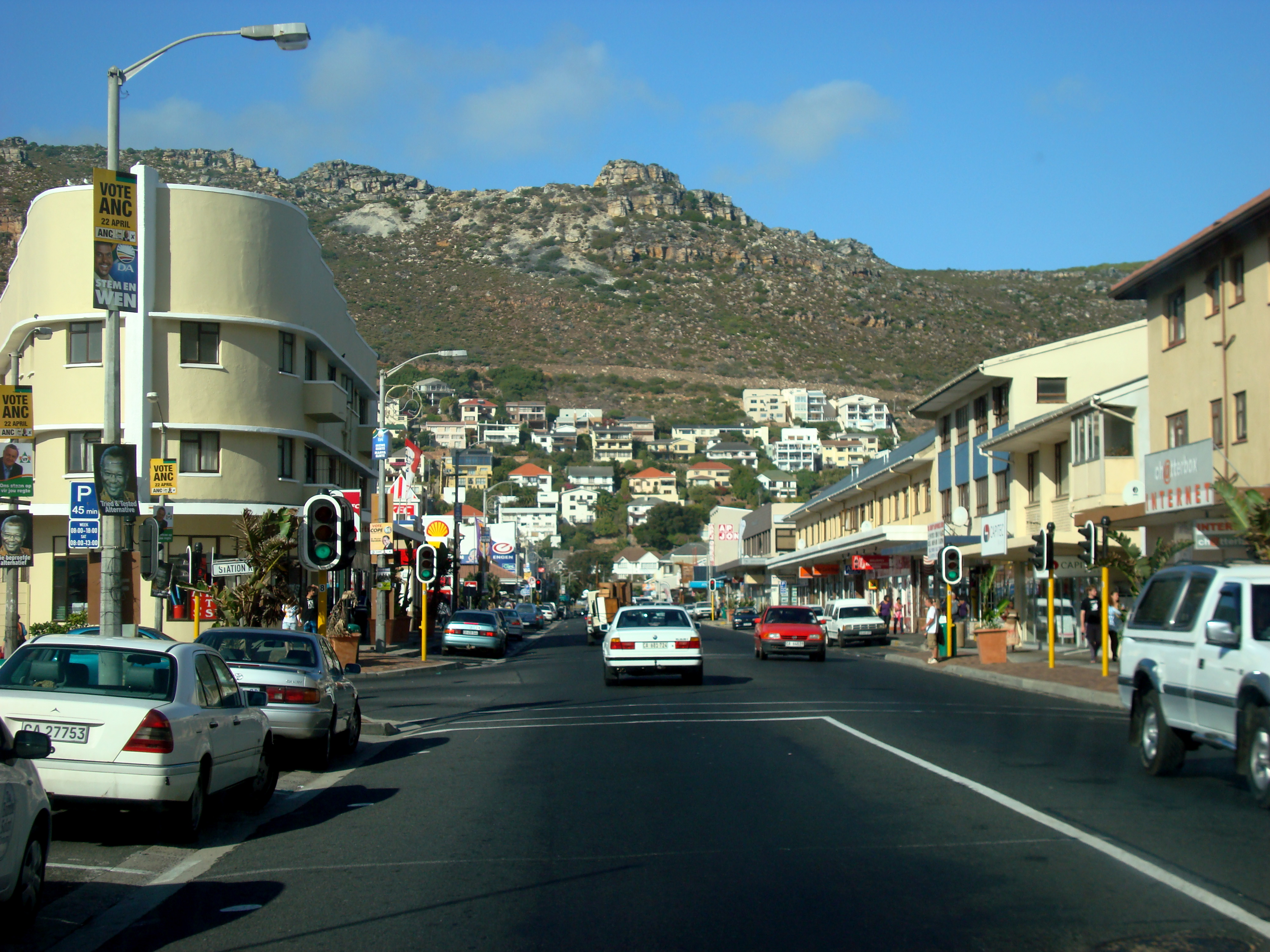
Centre-ville de Fish Hoek

Fish Hoek (Vishoek en afrikaans ce qui signifie coin aux poissons) est une ville côtière de la péninsule du Cap en Afrique du Sud, située sur le côté ouest de False Bay, dans la banlieue de la ville du Cap.
Fish Hoek est une commune touristique, appréciée des retraités et des vacanciers pour sa longue plage de sable blanc de 1,5 km.

## Localisation
Suburb de la ville du Cap, Fish Hoek est à 30 km du centre du Cap et est située sur la ligne de chemin de fer reliant le centre d'affaires du City Bowl à la ville de Simon's Town. Elle est située à l'est de la commune de Noordhoek, séparée de ses banlieues de Sunnydale et Capri par la route M4, et est au sud de la commune de Kalk Bay.

## Démographie
Originellement, le village de Fish Hoek se divise en 2 secteurs, Fish Hoek SP et Silverglade, comprenant 9 052 habitants dont 80,8 % sont issus de la communauté blanche contre 11% issus de la communauté noire. 
La commune actuelle de Fish Hoek se distingue en 4 secteurs géographiques (Fish Hoek SP, Silvergrade, Clovelly et Sun Valley) pour un total de 11 890 résidents, principalement issus de la communauté blanche (82,15 %). Les noirs représentent 9,69 % des habitants tandis que les coloureds, population majoritaire au Cap, représentent 5,05 % des résidents
Les habitants sont à 82,98 % de langue maternelle anglaise, à 12,64 % de langue maternelle afrikaans et à 0,57 % de langue maternelle xhosa.

## Archéologie
Les découvertes réalisées dans la grotte de Peer prouve que des êtres humains vivaient à Fish Hoek et sa région il y a environ 500 000 ans. « L'homme de Fish Hoek », découvert en 1927, est notamment un squelette humain, âgé d'environ 12 000 ans.

## Historique
L'existence de Fish Hoek, également appelé Vissers Baay ou Visch Hoek, remonte aux premières années de la colonie du Cap. Sa plage est notamment rapidement utilisée pour la chasse et la pêche. Les premières constructions, qui s'élèvent à partir de 1690, sont rares et rudimentaires. Cédé en 1818 comme terre de la couronne, Fish Hoek est, durant le XIXe siècle, une ferme où les terres produisent blé et légumes frais. De premières habitations y sont néanmoins construites pour accueillir des vacanciers ou des voyageurs de passage. En 1918, les terres de la ferme de Fish Hoek sont vendues pour être aménagés. Les nouvelles habitations sont essentiellement des cottages et des résidences de vacances. De 1940 à 1996, Fish Hoek est une municipalité administrée par un maire et un conseil municipal.
En 1996, Fish Hoek perd son autonomie municipale et est intégrée à une structure de transition réunissant les communes du sud de la péninsule du Cap (transitional South Peninsula Municipality). En 2000, cette structure intègre la nouvelle municipalité métropolitaine du Cap dont relève dorénavant la commune de Fish Hoek.

## Politique
Depuis la refondation de la municipalité du Cap en 2000, Fish Hoek est située dans le 19e arrondissement (sub council 19) et se partage entre trois circonscriptions municipales : 
– la circonscription municipale no 61 (Cape Farms-District H - Sud de Fish Hoek, Capri et d'Ocean View - Misty Cliffs - Scarborough - Smitswinkelbaai - quartiers sud-ouest de Simon's Town et de Glencairn - Castle Rock) dont le conseiller municipal est Simon Liell-Cock (DA) ;
– la circonscription municipale no 64 (comprenant également Clovelly - Muizenberg - St. James - Lakeside - Kalk Bay - Marina da Gama) dont le conseiller municipal est, depuis 2016, Aimee Kuhl (DA);
– la circonscription municipale no 69 (comprenant également Noordhoek - Kommetjie - Sunnydale - Sunvalley - Ocean View - Capri - Cape Farms District H) dont le conseiller municipal est Felicity Purchase (DA).

## Personnalités liées
- Richard Stanley (1966), cinéastre, y est né.